# Bronskopeend
De bronskopeend of sikkeleend (Mareca falcata synoniem: Anas falcata) is een vogel uit de familie van Anatidae (Eendachtigen). Bronskopeenden zijn eenvoudig te verzorgen en worden soms gehouden als siereend.

## Verspreiding en habitat
De verspreiding van de bronskopeend is Midden-Siberië tot Noord-Japan in moerassen, woudzones, 's winters op rijstvelden en vaak in zoetwatermeren.
In Nederland is de bronskopeend een dwaalgast. Omdat deze soort veel in gevangenschap wordt gehouden is het lastig om met zekerheid vast te stellen of een waarneming betrekking heeft op een echte wilde vogel en niet op een ontsnapt exemplaar. Sinds 1993 zijn er in totaal twaalf waarnemingen aanvaard waarvan dus wordt aangenomen dat dit echte wilde vogels waren.

## Beschrijving
De bronskopeend is kleiner dan de wilde eend. De woerd heeft een kastanjerode kruin. De voorkant van de kop en de wangen hebben een brons-purperen weerschijn, een brede groene band begint bij het oog en gaat over in de langgerekte kap achter op de kop. Keel en de voorhals zijn wit met een zwarte halsband. Rug en borst zijn wit met zwarte, geschubde bandering. De vleugeldekveren zijn lichtgrijs met witte punten. Aan beide kanten van de staart zitten sikkelvormige, zwart-witte, afhangende vleugelveren. De onderstaartdekveren zijn zwart met een grote roomkleurige zijvlek. De flanken en de buik zijn zwart-wit gestreept. Het vrouwtje ziet er bijna hetzelfde uit als de wilde eend, maar met enigszins verlengde halsveren.

## Fokken en houden
De bronskopeend wordt soms gehouden als decoratieve siereend en heeft niet veel verzorging nodig. De soort is voor een groot deel herbivoor. Waar meerdere paren bijeen zijn wordt gemeenschappelijk gebaltst door zowel woerden als vrouwtjes. Het fokken is niet moeilijk. Tegenwoordig worden alleen gefokte vogels aangeboden, die zelfs bij rijk beplante tuinvijvers broeden. De nesten zijn vaak iets van het water verwijderd tussen de struiken, niet in broedhokken of nestkasten. De legtijd is half mei tot half juni. Het legsel bestaat meestal uit 6 tot 10 bruinig gele eieren. De broedduur is 25 tot 26 dagen. De jongen zijn na een jaar al geslachtsrijp.